# Опсада Пусана
Опсада Пусана (енгл. Siege of Busanjin), 13-14. априла 1592, била је прва победа Јапанаца у јапанској инвазији Кореје (1592-1598).

## Позадина
После разједињености Јапана у раздобљу шогуната Ашикага (1340-1570), које се одликовало великом нестабилношћу, превратима, грађанским ратом и феудалном анархијом, Јапан је крајем 16. века поново уједињен напорима Оде Нобунаге (1534-1582). Ода је успео да потчини већину независних феудалаца (дајмио) и будистичке манастире, и обори шогунат Ашикага (1573), ослањајући се на војску сељака наоружаних ватреним оружјем (које су предводили војсковође Тојотоми Хидејоши и Токугава Ијејасу) и утврђене замкове изграђене по европском систему фортификације. Његово дело наставио је Тојотоми Хидејоши, који је од сељака-ратника до 1585. постао регент (kvampaku): он је утврдио Кјото, отворио луке спољној трговини, покорио великаше на Кјушу и Шикоку, и започео прогон хришћана (1594).
Хидејоши је након уједињења Јапана предузео више похода против суседне Кореје, како би запослио огроман број незапослених војника и самураја.

### Пусан
Пусан се још од 14. века развио у највећу поморску луку у Кореји, на поморском путу који води кроз Корејска врата, Источно кинеско и Јапанско море. Био је најближа корејска лука за трговину са Јапаном. Посебним законом из 1443. владари краљевине Чосон одредили су број јапанских бродова који могу пристати у Пусану и количину увезене робе.
Приликом планирања јапанске инвазије Кореје у пролеће 1492, лука Пусан била је први циљ јапанске флоте. Са прикупљеним бродовима јапанског племства, Хидејоши је са Кјушуа пребацио снажну армију и извршио десант код Пусана 13. априла 1592.

## Супротстављене снаге

### Јапанци
Јапанска Прва дивизија, под командом Кониши Јукинаге, имала је према јапанским изворима 18.700 људи: Кониши је водио 7.000 људи, његов зет Со Јошитомо 5.000, Мацуура Шигенобу 3.000, Омура Јошијаки 1.000, Арима Харунобу 2.000 и Гото Сумихару 700. Кониши, Со, Омура и Арима били су хришћански великаши са острва Кјушу, док су Мацуура са острва Хирадо и Гото са истоименог архипелага били бивши пирати.
Квалитет јапанских бораца у појединим одредима није лако проценити, пошто су сачувани спискови само за неке одреде. Тако је Готов одред од 705 људи имао свега 22 коњаника (генерал, 5 комесара, 3 гласника, 2 инспектора и 11 самураја на коњу), 80 оклопних пешака (40 самураја и 38 пажева) и 120 пешадинаца (ашигару), укупно свега 220 бораца. Остатак од 485 помоћних трупа чинило је 280 радника, 200 морнара и 5 будистичких свештеника, који су служили као лекари и секретари старешина. Дакле, у овом одреду већину, готово две трећине, чинили су неборци, пошто су јапански сељаци, рибари и морнари (већином бивши пирати) били разоружани Хидејошијевим декретима из 1587. и 1591, док су ратници чинили само трећину укупног броја мобилисаних људи, са свега 10% коњаника.
Сачувани спискови мобилизације за далеко већи одред који је водио Шимазу Јошихиро (1535-1619), господар Сасуме, у саставу Четврте дивизије, показује сличан састав снага: од укупно 10.000 људи, било је 600 самураја (сви који могу требало је да поведу коње) и 3.600 пешадинаца (од тога 1.500 аркебузира, 1.500 стрелаца, 300 копљаника и 300 заставника), укупно свега 4.200 бораца, док су остатак (скоро 60%) чинили мобилисани радници и морнари. Несигурно је може ли се овакав састав снага генерализовати на одреде свих јапанских великаша који су учествовали у овом рату.

## Битка
Пусан је био утврђени град кинеског типа, окружен веома дугим, али релативно ниским каменим зидинама, са замком и цитаделом у склопу бедема, док је лука била заштићена посебном тврђавом по имену Тадеђин. У рану зору 13. априла јапанске снаге под командом Со Јошитома напале су градске бедеме, док је Кониши Јукинага истовремено повео напад на тврђаву у луци.
Јаркови испред зидина затрпани су камењем и деблима дрвећа, а затим је уследио јуриш на зидине уз помоћ лествица од бамбуса, под заштитом плотуна из јапанских аркебуза. Тадеђин је бранила корејска посада од 800 људи под командом Јун Ханг-сина, али замак је пао после неколико сати, а читава посада је масакрирана. У исто време, сам град бранило је 600 корејских војника које је предводио гувернер Чонг Пал: по јапанским изворима, браниоци су ватром из аркебуза отерани са бедема и потиснути најпре у спољашње, а затим унутрашње двориште градског замка. Јапанске хронике наводе да су Јапанци игнорисали корејанске стреле, које су падале као киша, и одговорили масивним плотунима из аркебуза, који су пробили корејске штитове и заклоне на кулама и натерали браниоце да се сакрију. Јапанска претходница  се одмах попела на зид висок 14 стопа (око 4 м) и започела борбу прса у прса. По корејским изворима, Корејанци су се бранили док није понестало стрела, а Чонг Пал је убијен метком из аркебузе, што је обесхрабрило преживеле. Око 9 сати главни замак је освојен, а побијено је више од 8.500 људи, или, по другом јапанском хроничару, побијено је сво преостало становништво иако је молило за милост: Обезглављени су људи и жене, па чак и пси и мачке, и било је 30.000 глава. Заробљено је 200 Корејанаца, који су преко преводилаца испитани о локалним приликама.

## Последице
Заузевши Пусан, Хидејоши је са Кјушуа пребацио остатак армије (по савременим изворима 200.000 људи, што је свакако претерано) и за само 20 дана освојио Сеул, док су се Корејанци, у очекивању затражене кинеске помоћи, повукли иза реке Јалу. Међутим, корејски адмирал Ји Сун Син разбио је јапанску флотилу, а њихове комуникације на полуострву угрожавали су герилски препади. Кинези су почетком 1593. упутили у помоћ око 50.000 људи, прешли Јалу и борбом присилили Јапанце да евакуишу сву Кореју, осим неколико утврђења на јужној обали.
Хидејоши је 1597. кренуо у нов поход против Кореје с појачаном флотом и 140.000 војника, и код Сеула 1598. победио кинеско-корејску армију. Скора Хидејошијева смрт убрзала је примирје и повлачење јапанских трупа из Кореје, пошто се земља поново поделила све до битке код Секигахаре (1600).